# Pfarrkirche Sulzberg (Vorarlberg)

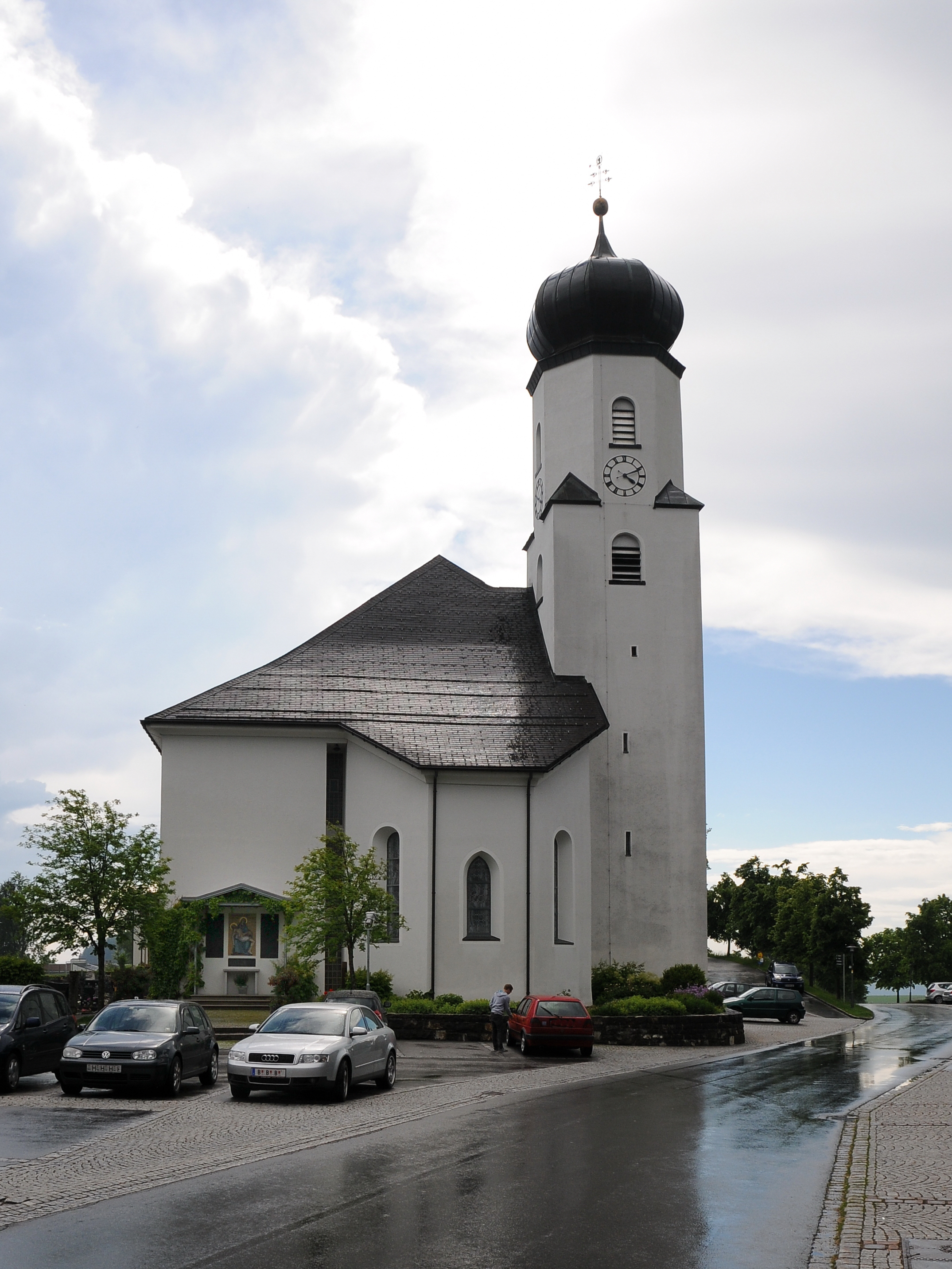
Kath. Pfarrkirche hl. Laurentius in Sulzberg

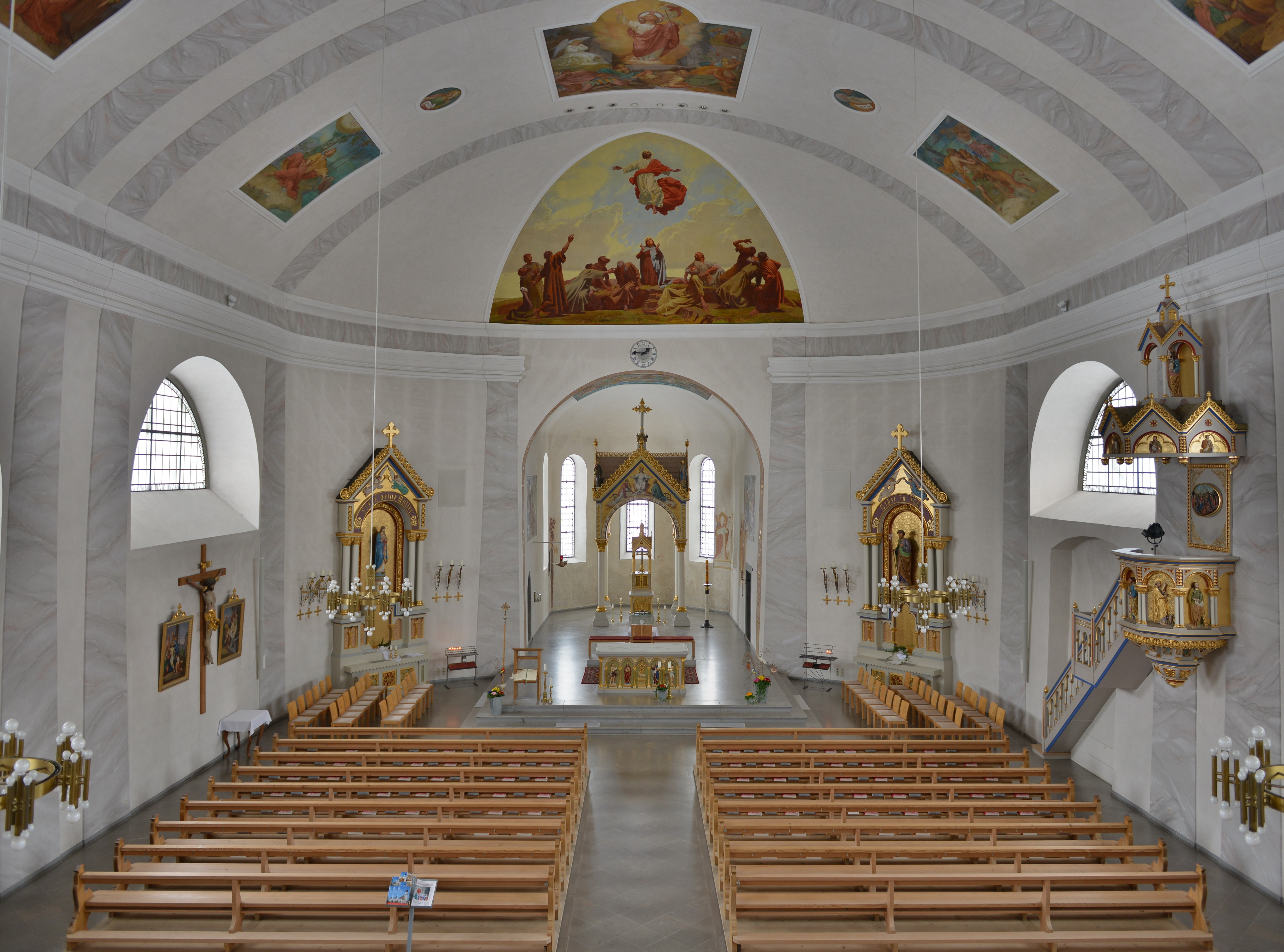
Innenansicht

Die römisch-katholische Pfarrkirche Sulzberg steht in der Bregenzerwälder Gemeinde Sulzberg im Bezirk Bregenz in Vorarlberg. Sie ist dem heiligen Laurentius geweiht und gehört zum Dekanat Vorderwald-Kleinwalsertal in der Diözese Feldkirch. Das Bauwerk steht unter Denkmalschutz.

## Geschichte
1396 wird ein Priester in Sulzberg genannt, 1427 eine Pfarrkirche. Von 1828 bis 1829 erfolgten Umbau und Erweiterung des Langhauses nach Plänen von Alois Negrelli von Moldelbe. 1833 wurde sie geweiht. Von 1875 bis 1882 und 1950 fanden Restaurierungen statt.

## Architektur
Kirchenäußeres
Der Chor und der Kirchturmsockel der spätgotischen Kirche und der Achteckaufbau mit rundbogigen Schallöffnungen und Zwiebelhelm aus dem Ende des 18. Jahrhunderts blieben erhalten. Der neue Kirchenbau wird durch je drei Halbkreisfenster an den Langhausseiten und zwei an der Westseite belichtet. Der breite Saalraum hat ein Walmdach, das sich nordöstlich bis an den Turm und über Chor und Sakristei nach fortsetzt. Die dreiachsige Westfassade mit dem Hauptportal ist durch Pilaster, Gebälk und Dreiecksgiebel gegliedert.
Kircheninneres
Das Langhaus, ein breiter Saalraum mit durch Doppellisenen gegliederten Längsseiten und einer flachbogigen Ostwand öffnet sich zum Chor mit einem rundbogenförmigen Triumphbogen. Über dem umlaufenden, verkröpften Gebälk des Langhauses wölbt sich eine durch drei Doppelgurte geteilte Segmentbogentonne. Der Chor mit polygonalem Schluss und einem Flachtonnengewölbe hat Rundbogenfenster. In der Nordwand befindet sich ein gotisches Spitzbogenportal mit abgefastem Gewände, in der Südwand ein Rechteckportal mit einer Eisenplattentür.
Die Deckengemälde stammen von Johann Kärle (1882): im Chor Triumph der Kirche, im Langhaus Bildfelder mit sieben Szenen aus dem Leben Christi, als typologischer Bezug zur Auferstehung, Jonas und Samson, seitlich sechs Brustbilder von Propheten und unter der Orgelempore Christus als Guter Hirte. Das Wandbild über dem Triumphbogen mit der Darstellung der Himmelfahrt Christi ist bezeichnet mit (Hans) Strobl 1950.

## Ausstattung
Der neoromanische Hochaltar stammt aus 1876 nach einem Plan von Josef Anton Müller. Im Giebelbild des Ziboriums sind Christus mit Laurentius und Katharina und seitlich Gallus und Kassian dargestellt. Die inneren Seitenaltäre aus 1882 tragen links die Figur Maria Immaculata von der Mayerschen Kunstanstalt in München und rechts die Figur Josef von Franz Schmalzl. Die äußeren Seitenaltäre aus 1862 zeigen auf Altarblättern links Katharina und rechts Laurentius, gemalt 1832 von L. Caspar Weiß.
Die Kanzel aus 1882 hat am Korb die vier Evangelisten und auf dem Schalldeckel die Propheten. Das Relief der Bergpredigt an der Rückwand der Kanzel schuf 1830 der Bildhauer Franz Xaver Renn. Das Kruzifix ist aus 1880, die schmiedeeisernen Leuchter über den Apostelkreuzen aus 1830.
Die Orgel baute 1895 Anton Behmann. Eine Glocke goss 1549 Hans von Malin.